# Deutsche Gesellschaft für Projektmanagement
Die GPM Deutsche Gesellschaft für Projektmanagement e. V. (GPM) ist ein gemeinnütziger Fachverband für Projektmanagement und die deutsche Ländervertretung der International Project Management Association (IPMA).

## Geschichte
In der 1979 von Roland Gutsch gegründeten Gesellschaft mit Sitz in Nürnberg sind rund 6.500 Mitglieder aus der Wirtschaft, der Hochschulen und der öffentlichen Hand vertreten.
Die satzungsgemäße Aufgabe der GPM ist die Förderung des Projektmanagements, insbesondere der Aus- und Weiterbildung sowie der Forschung und Information auf diesem Gebiet. Der Verein ist Anbieter von Lehrgängen, Seminaren, Workshops und Tagungen und bietet Weiterbildungsangebote für unterschiedliche Level der Projektmanagement-Kompetenz an.
Schulungsgrundlage ist der von der IPMA vorgelegte Projektmanagement-Standard IPMA Individual Competence Baseline. Die aktuell gültige Version ICB 4.0 wurde 2015 von der IPMA veröffentlicht und wird seit Februar 2018 von der GPM in Deutschland genutzt.
Folgende Personen haben die GPM bisher als Vorstandsvorsitzende geleitet:
| - 1979–1991: Roland Gutsch - 1991–1998: Hasso Reschke - 1998–2002: Ulrich Wolff - 2002–2006: Roland Ottmann - 2006–2012: Andreas Frick - 2012–2015: Reinhard Wagner - 2015: Yvonne Schoper (interim) |

Seit 2015 wird die GPM nicht länger von einem ehrenamtlichen Vorstand, sondern einem hauptamtlichen Präsidium geführt. Als Präsidenten haben die GPM seitdem folgende Personen geleitet.
| - 2016–2020: Helmut Klausing - 2021–2022: Thor Möller (interim) - seit 2022: Peter Thuy |

## Zertifizierung
Neben den 4-L-C-Zertifikaten vergibt die GPM folgende Zertifikate:
- seit 2009: Basiszertifikat (GPM), Gültigkeitsdauer: 5 Jahre (seit 2018)
- seit 2016: Zusatzzertifikat hybrid+ (GPM), Gültigkeitsdauer: unbegrenzt
- Zertifikat Projektmanagement Trainer (GPM)

## Veranstaltungen
- Seit 1983 findet jährlich das PM Forum statt, bei dem es zahlreiche Fachvorträge aus Theorie und Praxis sowie Workshops und einen Ausstellungsbereich gibt.
- Seit 2011 findet jährlich der PMO Tag statt, der sich mit dem Spezialthema Project Management Offices beschäftigt.
- Die derzeit 39 GPM-Regionen organisieren jährlich viele kostenfreie regionale Veranstaltungen.[7]

## Auszeichnungen
Der Verein verleiht den:
- Deutschen Project Excellence Award (DPEA) an Projektteams (seit 1997)
- Deutschen Studienpreis Projektmanagement (DSPM) zur Förderung des Hochschulnachwuchses (seit 1997)
- Roland Gutsch Project Management Award an Personen, die ein Projekt mit erheblicher Tragweite und mit positiver Außenwirkung in oder für Deutschland durchgeführt haben (seit 2007), benannt nach Roland Gutsch[8]
- GPM Young Project Manager Award an Nachwuchs-Projektmanager unter 35 (seit 2008)

## Young Crew
Die GPM Young Crew (YC) ist eine nichtprofitorientierte Organisation junger Personen bis 35 Jahre, die Interesse am Thema Projektmanagement haben. Unterstützt wird die YC als ein Teil der GPM und bietet Weiterbildungsmöglichkeiten an. Dieses Angebot wird analog zum IPMA YC Standard in Form einer Roadmap veröffentlicht. Neben der deutschen Young Crew bestehen ähnliche Gruppen in anderen Ländern, in der IPMA sind mittlerweile mehr als 18 Young Crews vertreten. Jede nationale Young Crew wird von einem Board und einem Chairman geleitet.

## Publikationen
- Zeitschrift Projektmanagement aktuell
- ICB 4.0
  - ICB 4.0 Deutsch auf den Seiten der GPM.
  - GPM (Hrsg.): Kompetenzbasiertes Projektmanagement (PM4). Handbuch für Praxis und Weiterbildung im Projektmanagement, Nürnberg 2019, ISBN 978-3-924841-77-5 (1700 Seiten).
- ICB 3.0
  - ICB 3.0 Deutsch auf den Seiten der PMA.
  - ICB 3.1 Deutsch auf den Seiten der PMA.
  - Michael Gessler (Hrsg.): Kompetenzbasiertes Projektmanagement (PM3). Handbuch für die Projektarbeit, Qualifizierung und Zertifizierung auf Basis der IPMA Competence Baseline Version 3.0, 8. Aufl. (1. Auflage 2009), Nürnberg 2016, ISBN 978-3-924841-74-4 (2540 Seiten).
- ICB 2.0
  - Heinz Schelle, Roland Ottmann, Astrid Pfeiffer: ProjektManager., 3. Aufl. (2. Aufl. 2005), Nürnberg 2008, ISBN 978-3-924841-26-3 (560 Seiten).
  - Sandra Bartsch-Beuerlein, Roland Ottmann, Wulff Seiler: ProjektManager Taxonomie, Nürnberg 2005, ISBN 978-3-924841-27-0.